# Прва влада Александра Вучића
Прва влада Александра Вучића формирана је 27. априла 2014. године. Владу је изабрао Десети сазив Народне скупштине Републике Србије. Била је 13. по реду Влада Србије од увођења вишепартијског система, а чинили су је представници Српске напредне странке, Социјалистичке партије Србије, Социјалдемократске партије Србије, Покрета социјалиста, Нове Србије као и нестраначке личности. Постојала је до избора нове владе 11. августа 2016, након ванредних парламентарних избора 24. априла исте године.

## Састав
| Ресор                                                                       | Слика                         | Име и презиме                 | Странка             | Белешка                              |
| --------------------------------------------------------------------------- | ----------------------------- | ----------------------------- | ------------------- | ------------------------------------ |
| Председник Владе                                                            | Александар Вучић              | Александар Вучић              | СНС                 |                                      |
| Први потпредседник Владе Министар спољних послова                           | Ивица Дачић                   | Ивица Дачић                   | СПС                 |                                      |
| Потпредседница Владе Министарка грађевинарства, саобраћаја и инфраструктуре | Зорана Михајловић             | Зорана Михајловић             | СНС                 |                                      |
| Потпредседница Владе Министарка државне управе и локалне самоуправе         | Кори Удовички                 | Кори Удовички                 | нестраначка личност |                                      |
| Потпредседник Владе Министар трговине, туризма и телекомуникација           | Расим Љајић                   | Расим Љајић                   | СДПС                |                                      |
| Министар одбране                                                            | Братислав Гашић               | Братислав Гашић               | СНС                 | до 5. фебруара 2016.                 |
| Министар одбране                                                            | Душан Вујовић                 | Душан Вујовић                 | нестраначка личност | в.д. 5. фебруар 2016 — 2. март 2016. |
| Министар одбране                                                            | Зоран Ђорђевић                | Зоран Ђорђевић                | СНС                 | од 2. марта 2016.                    |
| Министар унутрашњих послова                                                 | Небојша Стефановић            | Небојша Стефановић            | СНС                 |                                      |
| Министар правде                                                             | Никола Селаковић              | Никола Селаковић              | СНС                 |                                      |
| Министар привреде                                                           | Душан Вујовић                 | Душан Вујовић                 | нестраначка личност | до 4. августа 2014.                  |
| Министар привреде                                                           |                               | Жељко Сертић                  | СНС                 |                                      |
| Министар финансија                                                          | Лазар Крстић                  | Лазар Крстић                  | нестраначка личност | до 4. августа 2014.                  |
| Министар финансија                                                          | Душан Вујовић                 | Душан Вујовић                 | нестраначка личност |                                      |
| Министарка пољопривреде и заштите животне средине                           | Снежана Богосављевић Бошковић | Снежана Богосављевић Бошковић | СПС                 |                                      |
| Министар културе и информисања                                              | Иван Тасовац                  | Иван Тасовац                  | нестраначка личност |                                      |
| Министар омладине и спорта                                                  | Вања Удовичић                 | Вања Удовичић                 | СНС                 |                                      |
| Министар просвете, науке и технолошког развоја                              | Срђан Вербић                  | Срђан Вербић                  | нестраначка личност |                                      |
| Министар здравља                                                            |                               | Златибор Лончар               | нестраначка личност |                                      |
| Министар рударства и енергетике                                             | Александар Антић              | Александар Антић              | СПС                 |                                      |
| Министар рада, запошљавања, борачких и социјалних питања                    | Александар Вулин              | Александар Вулин              | ПС                  |                                      |
| Министарка без портфеља задужена за европске интеграције                    | Јадранка Јоксимовић           | Јадранка Јоксимовић           | СНС                 |                                      |
| Министар без портфеља задужен за ванредне ситуације                         | Велимир Илић                  | Велимир Илић                  | НС                  |                                      |